# Shem Tov ben Abraham ibn Gaon
Shem Tov ben Abraham ibn Gaon (hebreo: שם טוב בן אברהם אבן גאון) fue un talmudista y cabalista español. Nació en Soria en 1283, y murió después de 1330, probablemente en Palestina. Es conocido por sus obras Migdal 'Oz, una defensa de Maimonides; y Keter-Shem-Ṭob, un comentario del Pentateuco.